# Captiva Island
Captiva Island ist eine tropische Palmeninsel im Lee County im Südwesten Floridas. Ursprünglich war sie ein Teil der benachbarten Insel Sanibel, die südlich davon liegt, aber ein Hurrikan schuf einen Kanal. Die einzigen Automobilverbindungen nach Captiva sind der Sanibel Causeway und die Sanibel-Captiva Road.
North Captiva Island oder Upper Captiva ist eine getrennte, weiter nördlich gelegene Insel, die sich in Privatbesitz befindet. 
Captiva wurde im August 2004 schwer vom Hurrikan Charley getroffen. 160 Gebäude wurden zerstört und weitere 160 stark beschädigt. Die Sturmflut schnitt einen 365 m breiten Pfad über den dünnsten Teil der Insel North Captiva, der die Insel teilte.
Der einzige Ort auf Captiva Island ist der CDP Captiva auf der Südinsel.